# Seiko・Avenue
『Seiko・Avenue』（セイコ・アベニュー）は、松田聖子の企画アルバム。1984年11月21日発売。発売元はCBS・ソニー。

## 解説
CBS・ソニーCD販売2周年記念企画盤として発売された。LP2枚組の企画ベスト『金色のリボン』のクリスマスソング盤に収録されていた全5曲と、別盤に収録された新曲「HAPPY SUNDAY」に本人主演の映画主題歌と挿入歌が収録されたCD限定ベスト盤。当初は期間限定盤とベストアルバム『Seiko・Town』告知ポスターに記載されていたがその後も生産中止されず、平成改元後も消費税改定価格に変更されて暫く継続販売されていた。2006年まで『金色のリボン』は未CD化であったために、当作のCD化を以て初デジタル化となった。
本作発売20日程前にベスト・アルバム『Seiko・Town』（1984年11月1日）、発売から約20日後にはオリジナル・アルバム『Windy Shadow』（1984年12月8日）がリリースされており、およそ1ヶ月で3枚もの作品が発表された。
2000年7月5日発売の歌手デビュー20周年記念商品CD BOX『SEIKO SUITE』のDisc 3とDisc 7（レア・ソング集）に、デジタル・リマスタリングされて音質が向上した「プルメリアの花」「HAPPY SUNDAY」「花一色 〜野菊のささやき〜」「野の花にそよ風 〜サブテーマ「雲」」「パシフィック」「夏服のイヴ」が収録された。
2006年7月19日に発売された、74枚組CD BOX『Seiko Matsuda』に、『金色のリボン』と共にデジタル・リマスタリング仕様、かつLPサイズジャケットにリニューアルされて同梱された。リマスター盤の個別販売はない。

## 収録曲
1. クリスマスソング・メドレー　（5:36） 
  - 赤鼻のトナカイ
訳詞：新田宣夫／作曲：J.Marks／編曲：大村雅朗
  - サンタ・クロースがやってくる
訳詞：新田宣夫／作曲：G.Autry, O.Haldeman／編曲：大村雅朗
  - ジングルベル
訳詞：音羽たかし／作曲：J.Pierpont／編曲：大村雅朗
  - White Christmas
作詞・作曲：I.Berlin、編曲：大村雅朗
2. 恋人がサンタクロース　（4:29）
  - 作詞・作曲：松任谷由実／編曲：大村雅朗
3. Blue Christmas　（4:09）
  - 作詞：松本隆／作曲：財津和夫／編曲：大村雅朗
4. ジングルベルも聞こえない　（3:43）
  - 作詞：松本隆／作曲・編曲：大村雅朗
5. 星のファンタジー　（3:55）
  - 作詞：松本隆／作曲・編曲：大村雅朗
6. HAPPY SUNDAY　（2:56）
  - 作詞：松本隆／作曲：財津和夫／編曲：大村雅朗
7. 花一色 〜野菊のささやき〜　（4:19）
  - 作詞：松本隆／作曲：財津和夫／編曲：瀬尾一三

松田主演の映画『野菊の墓』メイン・テーマ
8. 野の花にそよ風 〜サブテーマ「雲」　（5:53）
  - 作詞・作曲：財津和夫／編曲：大村雅朗

※サブテーマ「雲」（インスト部分）の作曲・編曲：大村雅朗
映画『野菊の墓』挿入歌
9. プルメリアの花　（3:48）
  - 作詞：松本隆／作曲・編曲：細野晴臣
10. 天国のキッス (extra version)　（3:58）
  - 作詞：松本隆／作曲・編曲：細野晴臣

東宝映画『プルメリアの伝説 天国のキッス』主題歌
同映画のサウンドトラックに収録されたもので、シングル・テイクとは異なっている。
11. パシフィック　（3:58）
  - 作詞：松本隆／作曲・編曲：大村雅朗
12. 夏服のイヴ　（4:44）
  - 作詞：松本隆／作曲：日野皓正／編曲：笹路正徳

東宝映画『夏服のイヴ』主題歌

## 関連作品
- 金色のリボン - 初のクリスマス・アルバム。2020年までCDの単独発売はされていなかった。
- Snow Garden - 松本隆がプロデュースした、冬を思わせる企画盤。
- Christmas Tree - 初収録のクリスマスソング2曲を含むコンピレーション。
- Winter Tales - 松田自身が直接関わっていないと思われる、コンピレーション。夏編もある。